# Dizionario geografico fisico storico della Toscana
Il Dizionario geografico fisico storico della Toscana è la principale opera scritta dal geografo toscano Emanuele Repetti, bibliofilo ed erudito vissuto nel XIX secolo.

## Storia
Il dizionario fu pubblicato, per la prima volta, a Firenze, in fascicoli e poi in cinque volumi, tra il 1832 e il 1845. il titolo completo era Dizionario Geografico Fisico Storico della Toscana / : contenente la descrizione di tutti i luoghi del Granducato : Ducato di Lucca Garfagnana e Lunigiana / compilato da Emanuele Repetti:
- Volume primo, Firenze, presso l'autore ed editore, coi Tipi di A. Tofani, 1833
- Volume secondo, Firenze, presso l'autore ed editore, coi tipi di A. Tofani, 1835
- Volume terzo, Firenze, presso l'autore ed editore, coi tipi Allegrini e Mazzoni, 1839
- Volume quarto, Firenze, presso l'autore ed editore, coi tipi Allegrini e Mazzoni, 1841
- Volume quinto, Firenze, presso l'autore ed editore, coi tipi di Giovanni Mazzoni, 1843

Vi sono contenute informazioni molto dettagliate riguardanti tutte le località, le comunità, le pievi, i fiumi, monti, le strade del Granducato di Toscana, compresi i territori della Romagna toscana e della Massa Trabaria granducale. Comprende, inoltre, voci dedicate a tutte le isole toscane dell'Arcipelago, alla valle della Magra, alla valle del Serchio, alla Lunigiana, alla Garfagnana, all'epoca divisa tra il granducato lorenese e quello estense, al Ducato di Lucca, e infine, al territorio della Spezia.

## Digitalizzazione
Tutti i volumi dell'opera sono stati messi online nel 2004, sotto la direzione scientifica di Riccardo Francovich, dal Dipartimento archeologia e storia dell'arte dell'Università di Siena. Nel 2011 il sito è stato reingegnerizzato per adattarlo agli sviluppi dei browser; oltre alla consultazione delle singole pagine erano presenti i volumi integrali in formato PDF. Il sito non è più raggiungibile dal 2022.